# 가마쿠라 시대
가마쿠라 시대(일본어: 鎌倉時代, 1185년~1333년)는 일본의 역사 시대구분에서 가마쿠라에 막부가 설치되어, 막부가 정치의 중심이 된 시기이다.
성립 시기에 관해 여러 설이 있다. 미나모토노 요리토모가 세이이타이쇼군에 임명되어 가마쿠라 막부를 열었던 게 1192년이지만, 요리토모가 헤이케 타도를 위해 거병한 1180년 설과 주에이 2년 10월 선지(1183년 10월에 요리토모가 조정으로부터 하사 받은 교지)로 도카이도 도산도의 지배권을 인정받은 1183년 설, 미나모토노 요시쓰네 축출을 명목으로 지토(공유지를 관리하기 위해 파견한 관료의 관직)의 설치권을 획득한 1185년 설, 요리토모가 상경해 곤노다이나곤 겸 우근위대장에 임명된 1190년 설, 일부 1196년 설을 제창하는 등 다양한 설이 있다.
무사계급이 일본 천황, 귀족계급과 분리된 새로운 지배체제로 봉건정치의 시작을 의미한다. 봉건정치는 그 후 에도 막부가 막을 내리는 1868년까지 계속된다.

## 개요
12세기 말에 미나모토노 요리토모가 무사의 정점에 서고, 전국에 슈고를 두어 가마쿠라 막부를 열었다. 교토의 조정과 지방의 장원·공령은 그대로 두고 지방지배에 지토 등의 형태로 무사가 끼어드는 이원적인 지배구조가 형성되었다.
막부는 요리토모의 사적가문정치기관으로서 설립되었고, 당시의 제도상에서는 공적기관이 아니었다. 따라서 기본적으로 가마쿠라 막부가 지배하에 둔 대상은 요리토모의 지행국(知行国)과 주종관계를 맺은 무사(고케닌)이었으며, 전국의 무사를 지배하에 둔 것은 아니다. 이는 헤이시 정권이 조정에 개입하여 조정을 통해 지배를 시도한 것과는 대조적이다. 하지만 원나라의 침략 이후로 전국의 무사에게 군사동원령을 내리는 권한 등을 얻어, 사실상 전국을 지배하게 된다.
가마쿠라 막부가 그 이전의 무가정권인 헤이시 정권과의 큰 차이를 보이는 것은 몬추쇼(問注所)라는 소송 접수 기관을 설치하여 지금까지의 지쇼의 지배권을 둘러싼 다툼이 당사자간의 무력투쟁으로 쉽게 발전하던 것을 이로써 실질적으로 금지하게 되었다. 즉 전국각지에서 벌어진 무사 간의 소란은 대부분의 원인이 토지지배에 관련된 것으로 요리토모의 새로운 정치이론은 이후 바쿠한 체제의 근간을 이룩하게 되었다.
요리토모 사후, 3대 쇼군 미나모토 사네토모를 끝으로 요리토모가문이 단절되었으나 쇼군의 보필제도로서 호조 가문에 의한 섭정제도(싯켄)가 창설되어 가마쿠라 막부제체는 계속되었으며, 이를 뒷받침 하기 위해 고세이바이시키모쿠(御成敗式目)라는 최초의 무가법이 제정되어 이후의 중세사회의 기본법전이 되었다.
고토바 상황이 막부를 타도하기 위해 일으킨 조큐의 난에서는 결과적으로 막부가 조정에 승리하여, 조정에 대한 막부의 정치적인 우위성을 확립하는 계기가 되었다. 이에 의해, 많은 고케닌이 서쪽 지방에 은상을 받게 되어 동쪽 지방에 편중되어있던 막부의 지배가 서쪽지방에도 미치게 되었다.
경제적으로는 지방의 영주인 무사의 토지소유제도가 안정되었기 때문에 전국적으로 개간이 진행되어, 실질강건의 가마쿠라 문화가 꽃피었다. 문화예술적으로도 이와 같은 사회정세를 반영하여 새로운 바람이 일어나 지금까지의 구게(公家)사회문화와는 다르게 불교와 미술도 무사와 서민이 알기 쉬운 새로운 것이 인기를 끌었다. 정국의 안정은 서일본을 중심으로 상품경제의 확대를 가져와 각지에 정기적인 시장이 서게 되었다.
13세기에는 두 차례에 걸친 원의 침략이 있었으나(1274년과 1281년), 두 번 다 태풍으로 원군이 궤멸적인 타격을 입고 퇴각하여 실질적인 전투는 벌어지지 않았다. 이로 인해 일본은 나라라는 의식이 생겨나고 후세의 역사의식에 깊이 영향을 미치게 되었다. 그러나 원나라의 침략에서 직접적인 피해는 없었으나, 지금까지의 국내의 전쟁과는 달리 외국과의 전쟁이었기 때문에 실질적으로 얻은 것은 아무것도 없어 전쟁준비를 위해 출정한 무사들에게 주어진 은상이 적었기 때문에 막부와 무사들간의 신뢰 관계를 해치는 결과를 낳았다.
원의 침략을 기회로 막부는 무사가 아닌 자를 포함한 일본전국의 무사에의 군사 동원을 내리는 권한을 얻은 것 외에, 진제이 단다이와 나가토 단다이(長門探題)와 같은 기관을 두어 서쪽 지방으로의 지배를 강화했다. 하지만 서쪽 지방을 시작으로 일본국내를 중앙집권적인 통치를 하려고 하는 호조 씨의 가문인 도쿠소가(得宗家)는 무사들을 배제하고 피관(被官)인 미우치비토(御内人)를 중용하게 되고, 이에 고케닌의 마음은 점점 막부에서 멀어지게 되어, 무사전체의 불만이 커지는 결과를 낳았다. 이는 후에 가마쿠라 막부가 붕괴하는 하나의 원인이 된다고 할 수 있다.
또한, 죠큐의 난 이후의 조정의 쇠퇴는 황위 계승을 둘러싼 자체 해결능력도 잃어버려 결과적으로 막부의 의사와는 관계 없이 막부를 끌어들이는 결과를 낳았다. 막부는 양통질립 원칙에 따라 다이가쿠지 계통(大覚寺統)와 지묘인 계통(持明院統) 양 황통간에 걸친 교섭에 의한 황위 계승을 권하여 깊이 관여하지 않는 방침을 취했다. 그러나 이러한 정책은 결과적으로 분규의 장기화에 의해 조정에서 막부에게 새로운 개입 요청을 하게 되고, 그 막부의 개입 결과에 불만을 품는 반대파에 의해 개입 요청이 더욱 늘어나게 되어 막부의 방침과 상반된 악순환이 계속되었다. 그 결과 다이가쿠지 계통 출신의 고다이고 천황의 자손으로의 천황 계승권을 인정하지 않는다는 결과가 나왔을 때, 이에 반발한 고다이고 천황이 자신을 지지하는 고케닌과 막부에 불만을 품은 무사들의 연계의 움직임이 일어나는 것을 보고 쿠데타를 일으켜 막부 타도 운동으로 발전하게 되었다(겐무 신정).

## 가마쿠라 막부의 쇼군들
1. 미나모토노 요리토모(源頼朝) 1192년 ~ 1199년
2. 미나모토노 요리이에(源頼家) 1202년 ~ 1203년
3. 미나모토노 사네토모(源実朝) 1203년 ~ 1219년
4. 후지와라노 요리쓰네(藤原頼経) 1226년 ~ 1244년
5. 후지와라노 요리쓰구(藤原頼嗣) 1244년 ~ 1252년
6. 무네카타 친왕(일본어판)(宗尊親王) 1252년 ~ 1266년
7. 고레야스 친왕(惟康親王) 1266년 ~ 1289년
8. 히사아키 친왕(久明親王) 1289년 ~ 1308년
9. 모리쿠니 친왕(守邦親王) 1308년 ~ 1333년